# Parco nazionale di Katavi
Il parco nazionale di Katavi è una area naturale protetta della Tanzania occidentale situato nell'omonima regione. Con la Uwanda Rukwa Game Reserve e la Lukwati Game Reserve costituisce un continuum che comprende gran parte del lago Rukwa.

## Territorio
Il PN di Katavi è uno dei più remoti e difficili da raggiungere della Tanzania, di conseguenza uno dei meno visitati tra i grandi parchi che ospitano fauna selvatica (poco più di 1.500 visitatori stranieri nel 2012/13 su un totale di 900.000 arrivi registrati) e meglio conservati. Il territorio comprende la parte alta della valle occupata dal lago Rukwa, costituita da pianure inondabili, dove passa il fiume Katuma (con regime fortemente variabile in dipendenza dalle piogge e soggetto a soddisfare i crescenti bisogni degli abitanti di Mpanda) e durante l'epoca delle piogge (Dicembre-Aprile) si formano i laghi Katavi e Chada.
Il PN di Katavi è raggiungibile con voli di circa 3 ore da Dar es Salaam o Arusha, forniti da operatori di safari turistici, oppure per via terra utilizzando la ferrovia fino a Mpanda, via Tabora e poi proseguendo in bus fino a Sitakile, capoluogo dell'area, dove ha sede il parco e punto di partenza per organizzare visite in loco.

## Flora
La vegetazione è caratterizzata dall'ecosistema del miombo, in particolare dal bosco di miombo orientale, dove domina la Brachystegia.

## Fauna
Il parco, in gran parte paludoso, ospita ampie popolazioni di ippopotami e coccodrilli. La persistenza di ampi specchi d'acqua anche durante la stagione secca (da maggio ad ottobre) ne fa un punto di riferimento per cospicue popolazioni di elefanti, bufali, zebre e diverse specie di antilopi (eland, impala, antilopi nere, topi).
Nella stagione umida il parco ospita oltre 400 specie di uccelli.
Il PN di Katavi fa parte di uno dei corridoi di conservazione della vita selvatica più importanti della Tanzania, che collega l'area del Katavi con il PN di Ruaha, passando attraverso le riserve di Rukwa e di Lukwati e poi sfruttando una zona scarsamente disabitata fino alla riserva di Rungwa e poi al parco nazionale di Ruaha.